# Ruda u Velkého Meziříčí
Ruda (deutsch Eisenberg) ist eine Gemeinde in Tschechien. Sie liegt neun Kilometer südöstlich von Velké Meziříčí und gehört zum Okres Žďár nad Sázavou.

## Geographie
Ruda befindet sich im Krischanauer Bergland (Křižanovská vrchovina) im Süden der Böhmisch-Mährischen Höhe. Das Dorf liegt am Hügel Bačátka (582 m). Nördlich entspringen der Pelgramský potok und die Polominka, im Süden die Jelenka. Östlich des Dorfes liegen der große Stauweiher Rudský rybník (Eisenberger Teich) und die beiden kleineren Teiche Janůvek und Puštěnec. Südlich verläuft die Autobahn D 1, beim Ortsteil Lhotka liegt die Abfahrt 153 Lhotka.
Nachbarorte sind Ronov im Norden, Ořechov und Tři Dvory im Nordosten, Osová Bítýška und Záblatí im Osten, Křeptovský Dvůr und Jáchymov im Südosten, Lhotka im Süden, Dolní Heřmanice im Südwesten, Jabloňov im Westen sowie Březejc im Nordwesten.

## Geschichte
Die erste urkundliche Erwähnung des zur Herrschaft Tasov gehörigen Dorfes Hruda erfolgte im Jahre 1353 als Besitz des Vznata von Tasov. In der Umgebung des Ortes wurde Eisenerz gefördert. Die Herren von Pernstein erwarben Ruda und schlossen es der Herrschaft Meziříčí an. Später gehörte Ruda zu verschiedenen Herrschaften. Sigmund Held von Kement kaufte 1552 Ruda wieder zu Meziříčí hinzu, wo es bis 1848 verblieb. Im Jahre 1601 lag das Dorf wüst, es wurde kurze Zeit später wieder besiedelt. Der Hirte Matěj und seine Frau Estera wurden 1626 nach einem Hexenprozess hingerichtet. Während des Dreißigjährigen Krieges schlugen schwedische Truppen 1642 für sechs Tage ihr Lager bei Ruda auf. Dabei brannten sie das Dorf Křeptov nieder. An der Stelle von Křeptov ließ Rudolf von Kaunitz einen herrschaftlichen Hof errichten. 1795 entstand eine neue Kirche, die alte Kirche wurde abgetragen und an ihrer Stelle eine Schule errichtet.
Nach der Aufhebung der Patrimonialherrschaften bildete Ruda ab 1850 eine Gemeinde in der Bezirkshauptmannschaft Velké Meziříčí. 1873 begann in Ruda die Fertigung von Zwirnknöpfen. Ende des 19. Jahrhunderts bestand im Dorf eine Gerberei. Zum Křeptovský Dvůr, dessen Besitzer zu dieser Zeit die Grafen Harrach waren, gehörte eine Brennerei. 1895 gründete sich die Freiwillige Feuerwehr. 1921 hatte das Dorf 464 Einwohner. Zu Beginn des Jahres 1945 befand sich in Ruda der Sitz des Stabes der Widerstandsgruppe R3. Zu Beginn des Jahres 1961 wurde Lhotka, das zuvor zu Tasov gehört hatte, eingemeindet und die Gemeinde dem Okres Žďár nad Sázavou zugeordnet. Zwischen 1980 und 1991 war Ruda ein Ortsteil von Velké Meziříčí. Seit 1992 besteht die Gemeinde wieder.

## Gemeindegliederung
Die Gemeinde Ruda besteht aus den Ortsteilen Ruda (Eisenberg) und Lhotka sowie der Einschicht Křeptovský Dvůr (Krzeptauer Hof).
Das Gemeindegebiet gliedert sich in die Katastralbezirke Lhotka u Velkého Meziříčí  und Ruda u Velkého Meziříčí.

## Sehenswürdigkeiten
- Kirche des hl. Ägidius, das Bauwerk wurde 1795 errichtet und steht am höchsten Punkt des Dorfes. Das Altarbild des hl. Ägidius schuf der Maler Josef Škoda.
- Kapelle des hl. Johannes von Nepomuk, im Oberdorf
- dreiseitige Betsäule, am Friedhof
- drei Sühnesteine
- Steinkreuz an der Straße nach Velká Bíteš

## Söhne und Töchter der Gemeinde
- Ludvík Horký (1913–2008), Priester und Administrator des Bistums Brünn während der Sedisvakanz von 1972 bis 1990
- Miroslav Zedníček (* 1931), Theologe und Professor für Kirchenrecht an der Prager Karlsuniversität